# Мемориальный камень против войны и фашизма
Мемориальный камень против войны и фашизма в Браунау-на-Инне стоит перед домом, где родился Адольф Гитлер. Открытие этого памятника состоялось в 1989 году.

## История
Предложения особым образом обозначить родной дом Гитлера в память о жертвах нацизма появились уже в первые послевоенные годы. В муниципалитете долго обсуждали возможность размещения на стене дома мемориальной доски. Соответствующее решение было принято в 1983 году бургомистром Германом Фуксом (Hermann Fuchs) под влиянием советника по культуре Вольфгага Зимбёка (Wolfgang Simböck). Однако доска не была установлена, так как владелица (дома), не имевшая отношения к Гитлеру, расценила это как нарушение права собственности. Хозяйка не позволила установить мемориальную доску, опасаясь нежелательного внимания со стороны антифашистов и неонацистов.
Спустя несколько лет, в 1989 году, инициативу взял в свои руки новый бургомистр Браунау — Герхард Скиба (нем. Gerhard Skiba). Мемориал установили на общественной земле, непосредственно перед домом Гитлера в начале апреля, за 2 недели до 100-летия Гитлера, таким образом приурочив открытие памятника к этому событию. Камень доставлен из каменоломни концентрационного лагеря Маутхаузен. Надпись на камне гласит: «Für Frieden, Freiheit und Demokratie. Nie wieder Faschismus. Millionen Tote mahnen» («За мир, свободу и демократию. Не допустим фашизма вновь, миллионы погибших просят нас об этом»).